# Норковщина
Норковщина (бел. Норкаўшчына) — деревня в Лужковском сельсовете Кормянского района Гомельской области Беларуси.

## География

### Расположение
В 19 км на юго-запад от Кормы, в 57 км от железнодорожной станции Буда-Кошелёвская (на линии Гомель — Жлобин), в 91 км от Гомеля.

### Гидрография
На реке Горна (приток реки Сож).

## Транспортная сеть
Транспортные связи по просёлочной, затем автомобильной дороге Корма — Зелёная Поляна. Планировка состоит из длинной, почти прямолинейной улицы, ориентированной с юго-востока на северо-запад. На юге почти параллельно ей расположена короткая прямолинейная улица. Застройка двусторонняя, неплотная, деревянная, усадебного типа.

## История
Согласно письменным источникам известна с XIX века как деревня в Росохской волости Рогачёвского уезда Могилёвской губернии. В 1881 году работал хлебозапасный магазин. В 1902 году начались занятия в деревенской школе, которая разместилась в наёмном крестьянском доме, а в 1921 году для неё построено собственное здание. Согласно переписи 1897 года действовали ветряная мельница, трактир. В 1909 году 1002 десятины земли. В 1929 году организован колхоз «Новый просвет», работала ветряная мельница. Согласно переписи 1959 года в составе колхоза «Коммунист» (центр — деревня Дубовица).
Ранее населённый пункт находился в составе Струкачёвского сельсовета.

## Население

### Численность
- 2004 год — 44 хозяйства, 101 житель.

### Динамика
- 1881 год — 52 двора, 230 жителей.
- 1897 год — 63 двора, 328 жителей (согласно переписи).
- 1909 год — 78 дворов, 486 жителей.
- 1959 год — 432 жителя (согласно переписи).
- 2004 год — 44 хозяйства, 101 житель.